# Закиев, Радик Мансурович
Радик Мансурович Закиев (23 декабря 1987, Верхняя Тура) — российский хоккеист, нападающий. Мастер спорта России международного класса.

## Карьера
Воспитанник нижнетагильского и нижнекамского хоккея, в 2003 году окончил среднюю школу № 19 Верхней Туры Радик Закиев начал свою профессиональную карьеру в 2004 году в составе лениногорского клуба Высшей лиги «Нефтяник». В своём дебютном сезоне Радик провёл на площадке 14 матчей, не набрав ни одного очка. Также в том сезоне он провёл одну игру в составе родного нижнекамского «Нефтехимика», где и выступал на протяжении последующих трёх с половиной сезонов, набрав за это время 20 (10+10) очков в 98 матчах. В самом начале сезона 2008/09 Закиев вернулся в Лениногорск, проведя там 37 матчей, и набрав 16 (8+8) очков.
Перед стартом сезона 2009/10 Радик перешёл в хабаровский «Амур», где, однако, не сумел показать высокую результативность. Тем не менее, уже в сезоне 2010/11 Закиев стал лучшим бомбардиром хабаровчан, набрав 25 (12+13) очков в 54 проведённых матчах, сразу после чего он принял решение продлить своё соглашение с дальневосточным клубом ещё на 2 года. Несмотря на это, 20 декабря 2011 года Радик был обменян в нижегородское «Торпедо» на Дениса Гротя, в составе которого за оставшуюся часть сезона он провёл 13 матчей, записав на свой счёт лишь 1 (0+1) очко.
27 августа 2012 года транзитом через родной «Нефтехимик» Закиев был обменян в «Трактор» на выбор на драфте-2013.
08 октября 2014 года закончил выступления за ХК "Южный Урал".

## Статистика выступлений
Последнее обновление: 13 июня 2012 года
|                 |                 |                 | Регулярный сезон | Регулярный сезон | Регулярный сезон | Регулярный сезон | Регулярный сезон | Регулярный сезон | Плей-офф | Плей-офф | Плей-офф | Плей-офф | Плей-офф | Плей-офф |
| Сезон           | Команда         | Лига            | Игр              | Г                | П                | Очк              | +/-              | Штр              | Игр      | Г        | П        | Очк      | +/-      | Штр      |
| --------------- | --------------- | --------------- | ---------------- | ---------------- | ---------------- | ---------------- | ---------------- | ---------------- | -------- | -------- | -------- | -------- | -------- | -------- |
| 2004/05         | Нефтяник Лк     | Высшая лига     | 14               | 0                | 0                | 0                | -1               | 10               | —        | —        | —        | —        | —        | —        |
| 2004/05         | Нефтехимик      | Суперлига       | 1                | 0                | 0                | 0                | --               | 0                | —        | —        | —        | —        | —        | —        |
| 2005/06         | Нефтехимик-2    | Первая лига     | 2                | 1                | 0                | 0                | --               | 8                | —        | —        | —        | —        | —        | —        |
| 2005/06         | Нефтехимик      | Суперлига       | 47               | 5                | 3                | 8                | -6               | 54               | 4        | 1        | 0        | 1        | --       | 2        |
| 2006/07         | Нефтехимик      | Суперлига       | 24               | 3                | 6                | 9                | --               | 6                | 2        | 0        | 0        | 0        | -1       | 0        |
| 2007/08         | Нефтехимик      | Суперлига       | 12               | 1                | 1                | 2                | -2               | 2                | 2        | 0        | 0        | 0        | -2       | 2        |
| 2008/09         | Нефтехимик      | КХЛ             | 6                | 0                | 0                | 0                | -4               | 12               | —        | —        | —        | —        | —        | —        |
| 2008/09         | Нефтяник Лк     | Высшая лига     | 37               | 8                | 8                | 16               | -1               | 67               | —        | —        | —        | —        | —        | —        |
| 2009/10         | Амур            | КХЛ             | 42               | 3                | 3                | 6                | -14              | 8                | —        | —        | —        | —        | —        | —        |
| 2010/11         | Амур            | КХЛ             | 54               | 12               | 13               | 25               | -13              | 21               | —        | —        | —        | —        | —        | —        |
| 2011/12         | Амур            | КХЛ             | 33               | 2                | 10               | 12               | +2               | 4                | —        | —        | —        | —        | —        | —        |
| 2011/12         | Торпедо НН      | КХЛ             | 8                | 0                | 1                | 1                | -2               | 0                | 5        | 0        | 0        | 0        | -1       | 0        |
| Всего в КХЛ     | Всего в КХЛ     | Всего в КХЛ     | 143              | 17               | 27               | 44               | -31              | 45               | 5        | 0        | 0        | 0        | -1       | 0        |
| Всего в карьере | Всего в карьере | Всего в карьере | 280              | 35               | 45               | 80               | -41              | 192              | 13       | 1        | 0        | 1        | -4       | 4        |